# فرودگاه شهری ایمز
فرودگاه شهری ایمز (به انگلیسی: Ames Municipal Airport) یک فرودگاه همگانی بهره‌برداری هوایی با کد یاتا AMW است که یک باند فرود آسفالت دارد و طول باند آن ۱۷۳۸ متر است. این فرودگاه در کشور ایالات متحده آمریکا قرار دارد .